# Copa del President de la República de futbol 1931-32
La Copa del President de la República de futbol 1932 va ser la 30ena edició de la Copa d'Espanya.

## Detalls
La competició es disputà entre el 10 d'abril i el 19 de juny de 1932. Amb l'arribada de la República, la competició canvià el seu nom, i molts clubs perderen el títol de "reial".
Equips participants:
- Andalusia: Sevilla FC, Betis Balompié
- Astúries-Cantàbria: Oviedo FC, Sporting de Gijón, Racing de Santander
- Illes Balears: CD Mallorca
- Illes Canàries: CD Tenerife
- Catalunya: FC Barcelona, CD Espanyol, CE Júpiter
- Extremadura: Don Benito FC
- Galícia: Celta de Vigo, Deportivo La Coruña
- Guipúscoa-Navarra-Aragó: Unión Club, Donostia FC, CD Logroño, CA Osasuna
- Múrcia: Murcia FC, Imperial FC
- Regió Centre-Aragó: Madrid CF, Athletic Madrid, Valladolid Deportivo, CD Nacional
- País Valencià: València CF, CE Castelló
- Biscaia: Athletic Club, CD Alavés, Arenas Club

## Setzens de final
10 i 17 d'abril. Exempts: FC Barcelona, Madrid FC, Unión Club i Athletic Club.
| Equip 1              | Global | Equip 2             | Anada | Tornada |
| -------------------- | ------ | ------------------- | ----- | ------- |
| Athletic Madrid      | 2-2    | CD Logroño          | 1-0   | 1-2     |
| Sevilla FC           | 3-4    | Donostia            | 3-2   | 0-2     |
| CE Júpiter           | 3-7    | Nacional Madrid     | 2-1   | 1-6     |
| CD Alavés            | 4-2    | CA Osasuna          | 3-1   | 1-1     |
| Racing Santander     | 4-6    | Deportivo La Coruña | 4-1   | 0-5     |
| CD Tenerife          | 2-5    | Reial Betis         | 1-1   | 1-4     |
| Club Celta           | 22-0   | Don Benito FC       | 9-0   | 13-0    |
| Valladolid Deportivo | 2-3    | València FC         | 1-1   | 1-2     |
| Real Oviedo          | 2-2    | Arenas Club         | 2-0   | 0-2     |
| Imperial FC          | 3-8    | Sporting de Gijón   | 0-3   | 3-5     |
| CE Castelló          | 5-3    | Real Murcia         | 3-0   | 2-3     |
| CD Mallorca          | 2-9    | CD Espanyol         | 1-1   | 1-8     |

- Desempat:

| Equip 1         | Marcador | Equip 2     |
| --------------- | -------- | ----------- |
| Athletic Madrid | 1-0      | CD Logroño  |
| Arenas Club     | 4-2      | Real Oviedo |

## Vuitens de final
8 i 15 de maig.
| Equip 1             | Global | Equip 2           | Anada | Tornada |
| ------------------- | ------ | ----------------- | ----- | ------- |
| Nacional Madrid     | 2-3    | Celta de Vigo     | 2-1   | 0-2     |
| Deportivo La Coruña | 3-2    | Madrid FC         | 2-0   | 1-2     |
| CD Alavés           | 7-7    | Athletic Madrid   | 7-1   | 0-6     |
| Unión Club          | 2-7    | Athletic Club     | 1-3   | 1-4     |
| CE Castelló         | 3-11   | Donostia FC       | 2-3   | 1-8     |
| Arenas Club         | 3-5    | Sporting de Gijón | 2-3   | 1-2     |
| Reial Betis         | 2-4    | CD Espanyol       | 2-1   | 0-3     |
| FC Barcelona        | 5-2    | València CF       | 2-0   | 3-2     |

- Desempat:

| Equip 1   | Marcador | Equip 2         |
| --------- | -------- | --------------- |
| CD Alavés | 3-1      | Athletic Madrid |

## Quarts de final
22 i 29 de maig.
| Equip 1             | Global | Equip 2     | Anada | Tornada |
| ------------------- | ------ | ----------- | ----- | ------- |
| Athletic Club       | 5-2    | CD Alavés   | 2-0   | 3-2     |
| FC Barcelona        | 2-1    | Donostia FC | 1-0   | 1-1     |
| Sporting de Gijón   | 0-3    | Club Celta  | 0-0   | 0-3     |
| Deportivo La Coruña | 3-9    | CD Espanyol | 3-3   | 0-6     |

## Semifinals
5 i 12 de juny.
| Equip 1       | Global | Equip 2     | Anada | Tornada |
| ------------- | ------ | ----------- | ----- | ------- |
| Athletic Club | 12-1   | CD Espanyol | 8-1   | 4-0     |
| FC Barcelona  | 4-2    | Club Celta  | 3-0   | 1-2     |

## Final
| Athletic Club | 1 - 0 | FC Barcelona |
| ------------- | ----- | ------------ |
| Bata 55'      |       |              |

## Campió
| Campions de la Copa d'Espanya 1932 |
| ---------------------------------- |
| · Athletic Club · 12è títol        |